# Edge of the World (film, 2021)
Pour les articles homonymes, voir Edge of the World.
Pour plus de détails, voir Fiche technique et Distribution.
Edge of the World est un film d'aventure britannico-américano-sino-malaisien réalisé par Michael Haussman, sorti en 2021.

## Synopsis
En 1839, dans la jungle de l'île de Bornéo, un explorateur britannique, l'ancien soldat James Brooke, s'y rend avec son cousin, le colonel Arthur Crookshank (variante orthographique de Cruikshank), son neveu Charles et leur interprète Subu pour aider le gouverneur local, Makota, à mettre fin à une rébellion menée par de simples villageois. Après avoir gagné leur respect, et obtenu un règlement pacifique entre le prince de Brunei et ces rebelles innocents Dayak, il est donc sacré Rajah, ou vice-roi, du royaume de Sarawak par le sultan qui le remercie en gage de reconnaissance pour son implication dans la résolution de leur conflit désormais apaisé. Conquis par les charmes de cette région exotique, Brooke s'éprend d'une habitante, Fatima, et décide donc de rester sur place pour lutter contre l'esclavagisme et la piraterie pour créer sa propre utopie, rapidement empêchée par Makota...
Son histoire, symbolisée par sa bravoure et sa dévotion pour une communauté coupée du monde qui fit de lui leur Dieu, inspira deux chefs-d'œuvre de la littérature du XIXe siècle : L'Homme qui voulut être roi de Rudyard Kipling et Lord Jim de Joseph Conrad.

## Fiche technique
- Titre original et français : Edge of the World
- Réalisation : Michael Haussman
- Scénario : Rob Allyn
- Photographie : Jaime Feliu-Torres
- Musique : Will Bates
- Montage : Marco Perez
- Production : Josie Ho, Conroy Chi-Chung Chan et Rob Allyn
- Sociétés de production : Margate House Films et 852 Films
- Sociétés de distribution : Samuel Goldwyn Films
- Pays d'origine :  Royaume-Uni,  États-Unis,  Malaisie,  Chine
- Langue originale : anglais, malaisien
- Format : couleur
- Genre : aventure et historique
- Dates de sortie :
  - Royaume-Uni : 21 juin 2021
  - France : 28 août 2021 (VOD)

## Distribution
- Jonathan Rhys-Meyers (VF : Christophe Hespel) : Sir James Brooke
- Dominic Monaghan : colonel Arthur Crookshank
- Josie Ho : Madame Lim
- Hannah New : Elizabeth Crookshank
- Ralph Ineson : Sir Edward Beech
- Bront Palarae : gouverneur Pengiran Indera Mahkota
- Samo Rafael : Pengiran Badaruddin
- Otto Farrant : Charles Brooke
- Shaheizy Sam : Subu
- Wan Hanafi Su : Sultan Omar Ali Saifuddin II
- Peter John : Orang Kaya
- Kahar Jini : Datu Patinggi Ali
- Atiqah Hasiholan : princesse  Fatimah
- Yusuf Mahardika : Tujang